# Zellwiller
Zellwiller – miejscowość i gmina we Francji, w regionie Grand Est, w departamencie Dolny Ren.
Według danych na rok 1990 gminę zamieszkiwało 675 osób, a gęstość zaludnienia wynosiła 77 osób/km² (wśród 903 gmin Alzacji Zellwiller plasuje się na 371. miejscu pod względem liczby ludności, natomiast pod względem powierzchni na miejscu 290.).